# Bundesverband Schauspiel
Der Bundesverband Schauspiel e. V., kurz BFFS, ist mit über 4.100 Mitgliedern in Deutschland der mitgliederstärkste Berufsverband der deutschen Kino- und Fernsehlandschaft und die größte Schauspielerorganisation.

## Entstehung

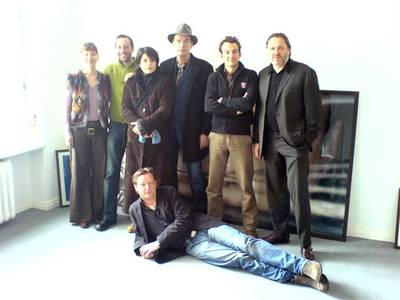
Gründungsmitglieder, v. l. n. r. Antje Schmidt, Oliver Broumis, Jasmin Tabatabai, Herbert Knaup, Hans-Werner Meyer, Michael Brandner, vorne Matthias Brandt

Im April 2006 wurde der BFFS als Verband auf Anregung der Schauspielersektion der Deutschen Filmakademie gegründet, Damit wurde eine Lücke geschlossen, die seit langem klaffte. Die meisten anderen Kunst- und Kulturschaffenden waren bereits in entsprechenden Berufsverbänden organisiert. Die BFFS-Gründungsmitglieder waren Jasmin Tabatabai, Antje Schmidt, Michael Brandner, Matthias Brandt, Oliver Broumis, Hans-Werner Meyer und Herbert Knaup.
Als Bundesverband der Film- und Fernseh-Schauspieler ins Leben gerufen, daher auch die Abkürzung BFFS, wurde er am 11. Mai 2014 in Bundesverband Schauspiel umbenannt, und ist inzwischen der Bund für alle „festen“ und „freien“ Schauspieler und zuständig für alle Bereiche: Bühne, Film, Fernsehen und Sprache.
Im Jahr 2018 fusionierte der BFFS mit dem InteressenVerband Synchronschauspieler (IVS).

## Tätigkeit des BFFS
Im April 2006 gründeten mehrere deutsche Schauspieler eine eigenständige und bundesweite Organisation mit dem Ziel, die Schauspielinteressen gegenüber Politik, Sendern, Behörden, Filmgesellschaften sowie Theatereinrichtungen und anderen Verbänden zu vertreten. Im Mai 2008 wurde auf Initiative des BFFS amtlich geklärt, dass Schauspieler bei Dreharbeiten über die gesamte Zeit des Engagements und nicht nur an den einzelnen Drehtagen sozialversichert werden müssen. Im Juni 2009 verabschiedete der Deutsche Bundestag ein Änderungsgesetz zur Arbeitslosengeld-1-Regelung, durch das die soziale Benachteiligung von Schauspielern und anderen kurz befristet Beschäftigten abgemildert werden soll.

### Tarifverhandlungen
Der BFFS schloss im Juli 2010 ein Bündnis mit Verdi und begann Tarifverhandlungen mit der Produzentenallianz. Damit wurde der BFFS nicht nur nach Satzung, sondern auch praktisch von den bisherigen Tarifpartnern als Berufsgewerkschaft der Schauspieler anerkannt. Mit der Protestaktion „Ich bin preiswert“ beim Deutschen Fernsehpreis trägt der BFFS im Oktober 2010 zur Gründung der Deutschen Akademie für Fernsehen bei.
Im Mai 2013 unterschrieb der BFFS seinen ersten Tarifvertrag, der zugleich der erste war, der urheberrechtlich begründete Folgevergütungen für auf Produktionsdauer tätige Filmkreative u. a. für Schauspieler regelte. Im Juni folgte die Unterzeichnung der ersten Gemeinsamen Vergütungsregeln mit einer Sendergruppe, der ProSiebenSat.1 Media. Vereinbart wurden eine Einstiegsgage, die bei Produktionen der Gruppe nicht unterschritten werden darf, sowie eine quotenabhängige Folgevergütung. Im Dezember wurde der erste Tarifvertrag eigens für Schauspieler unterzeichnet. Unter anderem wurde eine Einstiegsgage eingeführt, die allgemein bei Dreharbeiten nicht unterschritten werden darf.
Im Jahr 2025 schlossen der BFFS und ver.di mit der Produzentenallianz den ersten Tarifvertrag in Deutschland, der sich auf den Einsatz Künstlicher Intelligenz in der Film- und Fernsehbranche bezieht. Darin wird u. a. die Vergütung von Akteuren geregelt, die digital nachgebildet werden. Außerdem unterliegen nachträgliche digitale Änderungen bei Aussehen oder Stimme der Einwilligung der Betroffenen.

### Deutscher Schauspielerpreis
Der BFFS veranstaltete im Februar 2012 seinen ersten Deutschen Schauspielerpreis. Im Mai und Juni 2012 wurden BFFS-Mitglieder in den GVL-Beirat und in die Mitgliederversammlung der Pensionskasse Rundfunk gewählt.

### Sonstiges
Im April 2014 gründete der Verband die Deutsche Schauspielkasse. Sie verteilte die vom BFFS ausgehandelten Kinoerlösbeteiligungen und Folgevergütungen an die berechtigten Schauspieler.
Im Mai 2018 beteiligte sich der Verband an der Einrichtung der Themis-Vertrauensstelle gegen sexuelle Belästigung und Gewalt.
Im Februar 2019 beteiligte sich der Bundesverband Schauspiel an einem Zeitungsinserat „JA zur EU-Urheberrechtsrichtlinie“.
Seit 2020 informiert der BFFS in einem Podcast über seine Aktivitäten.

### COVID-19-Pandemie
Nach den behördlichen Anordnungen aufgrund der COVID-19-Pandemie in Deutschland zu Theaterschließungen, Absage von Filmdrehs und den Entscheidungen von privaten Bühnen, ihre Häuser freiwillig zu schließen, machte der BFFS auf die schwierige wirtschaftliche Situation der Schauspieler aufmerksam. In einem Schreiben an alle Landesregierungen wurde am 19. März gebeten, für die von der Corona-Krise wirtschaftlich arg bedrohten Schauspieler und ihre Arbeitgeber möglichst schnell Hilfe zu organisieren. In einem Aufruf wandte sich dazu auch die Vorsitzende Leslie Malton an die Öffentlichkeit.

## Vorstand
Der Vorstand des BFFS arbeitet ehrenamtlich. Er wurde von der Mitgliedschaft für vier Jahre gewählt und setzt sich seit Januar 2023 zusammen aus:
- Leslie Malton (1. Vorsitzende) mit Zuständigkeit für das Ressort Vorsitz
- Hans-Werner Meyer (2. Vorsitzender) mit Zuständigkeit für die Ressorts Vorsitz, Kommunikation und Internationales
- Beka Bediana (3. Vorsitzender) mit Zuständigkeit für die Ressorts Vorsitz, Marketing, „Pat*innen“, Diversität und Gleichstellung
- Simone Wagner (Schatzmeisterin) mit Zuständigkeit für die Ressorts Finanzen und Besetzung
- Klara Deutschmann (Repräsentantin für das Schwerpunktfeld Bühne) für das Ressort Diversität und Gleichstellung
- Katharina Abt (Repräsentant für das Schwerpunktfeld Film/Fernsehen) für die Ressorts sozialer Schutz und Aus- und Weiterbildung
- Till Völger (Repräsentant für das Schwerpunktfeld Sprache/Synchron) für das Resort Urheberrechtspolitik und Steuerpolitik

## Beirat
Der Beirat unterstützt den Bundesverband Schauspiel beratend. Er besteht aus Jobst Plog und Helmut Markwort.
Seine Aufgabe fasst Beiratsmitglied Jobst Plog folgendermaßen zusammen: „Schauspieler sind eine bunte und zugleich heterogene Berufsgruppe. Es gibt die gut beschäftigten Stars und viel mehr von denen, die erhebliche wirtschaftliche Probleme haben, weil sie gerade nicht ausreichend beschäftigt sind. Nur durch einen organisatorischen Zusammenschluss kann es gelingen, für alle mit einer starken Stimme zu sprechen, die in Politik und Gesellschaft gehört wird.“

## Regionen-Stammtische
Der BFFS betreibt sechs Regionen-Stammtische als lokale Netzwerk-Veranstaltungen. Diese werden von Stammtischpaten organisiert und haben die Aufgabe die Mitglieder in den jeweiligen Regionen zu informieren und sich für deren Belange einzusetzen. Die Stammtische sind in die Regionen Nord in Hamburg, West in Köln, Ost in Berlin, Mitteost in Leipzig, Mittewest in Frankfurt am Main und Südost in München aufgeteilt.

## Ressorts
Der BFFS ist in verschiedene Ressorts gegliedert:
- Das Ressort Vorsitz ist für alle Belange zuständig, bei denen es einer Schiedsstelle bedarf, bei thematischen bzw. administrativen Überschneidungen der einzelnen Ressorts und für thematische und administrative Bereiche, die (noch) keinem anderen Ressort zugeteilt worden sind. Hauptverantwortlich sind Leslie Malton, Hans-Werner Meyer und Beka Bediana
- Das Ressort Finanzen beinhaltet die Schatzmeisterin und kümmert sich um Buchführung, Steuerprüfung, Mitgliedercheck. Hauptverantwortlich ist Simone Wagner.
- Zum Ressort Marketing unter Beka Bediana gehören die Arbeitsbereiche Redaktion des Magazins Schauspiegel und des Podcasts SchauspielHeld*innen, Corporate Identity, Drucksachen, Homepages & Social Medias, Software, Kooperationen und die BEMA-Forschungsgruppe.
- Das Ressort Kommunikation ist zuständig für die Kommunikation nach innen und außen. Hauptverantwortlich ist Hans-Werner Meyer.
- Das Ressort Pat*innen betreut die Regional- und Ressortpaten, hauptverantwortlich ist Beka Bediana.
- Zum Ressort Urheberrechtspolitik gehören die Arbeitsbereiche GVL und Kulturrat unter Till Völger.
- Das Ressort Sozialer Schutz mit den Arbeitsbereichen Pensionskasse Rundfunk und Kulturrat ist zuständig für die gesetzliche Sozialversicherung und die private soziale Absicherung von Schauspielern. Hauptverantwortlich ist Katharina Abt.
- Das Ressort Internationales wird von Hans-Werner Meyer geführt.
- Das Ressort Diversität und Gleichstellung hat die zahlenmäßige und konnotative Repräsentanz der verschiedenen gesellschaftlichen Gruppen („equal play“) sowie deren gerechte Vergütung („equal pay“) zum Ziel. Die Arbeitsgruppe „Gender“ kümmert sich um Repräsentanz und Vergütung von Schauspielerinnen, die Arbeitsgruppe „Diversity“ ist zuständig für Repräsentanz und Vergütung von Menschen mit unterschiedlichem ethnischen Erscheinungsbild, verschiedener sexueller Orientierung und körperlichen Einschränkungen. Hauptverantwortlich ist Klara Deutschmann und Beka Bediana.
- Das Ressort Aus- und Weiterbildung mit dem Arbeitsbereich Schauspielschulen ist zuständig für die Schaffung von Angeboten für Mitglieder und für die Qualitätssicherung der am Markt bestehenden Angebote. Katharina Abt.

## Die Justiziare
Der BFFS wird von den Rechtsanwälten Bernhard F. Störkmann und Brien Dorenz in rechtlichen Belangen unterstützt. Weiterhin sind sie erste Anlaufstelle für BFFS-Mitglieder in rechtlichen Fragen.